# 190 Ismene
Ismene /ɪsˈmiːniː/ (định danh hành tinh vi hình: 190 Ismene) là một tiểu hành tinh kiểu P, rất lớn ở vành đai chính. Bề mặt của nó rất tối và có thể có chứa nước. Quỹ đạo của nó ở gần mép bên ngoài của vành đai chính. Nó thuộc Nhóm tiểu hành tinh họ Hilda, bao bọc trong 3:2 cộng hưởng quỹ đạo với Sao Mộc.
Ngày 22 tháng 9 năm 1878, nhà thiên văn học người Mỹ gốc Đức Christian H. F. Peters phát hiện tiểu hành tinh Ismene khi ông thực hiện quan sát tại Đài quan sát Litchfield thuộc Đại học Hamilton ở Clinton, New York, Hoa Kỳ và đặt tên nó theo tên Ismene, chị của Antigone trong thần thoại Hy Lạp.